# Diani Beach

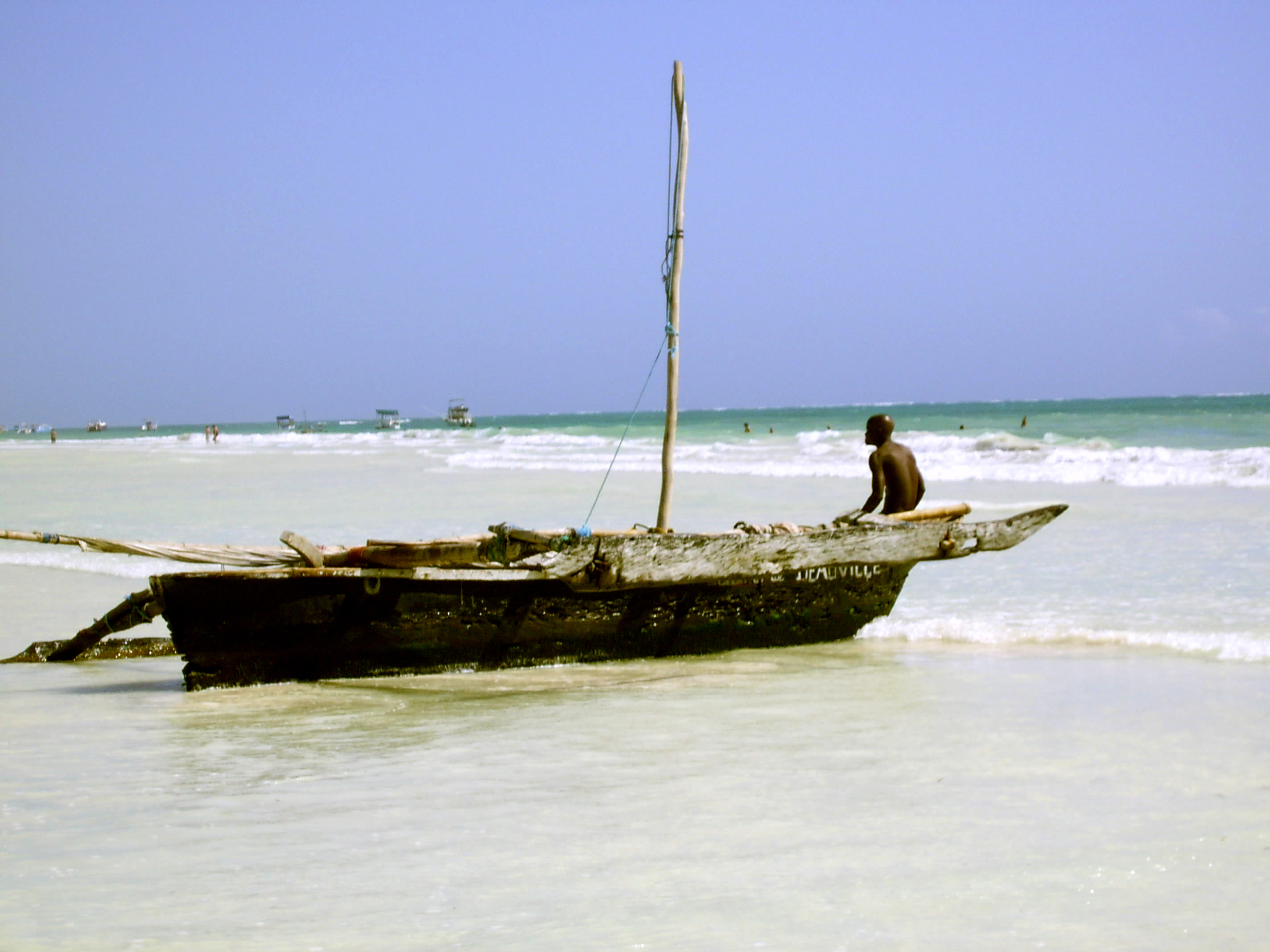
Diani Beach

Diani Beach ist ein etwa 25 Kilometer langer, sanft abfallender, weißer Sandstrand des Indischen Ozeans in Kenia. Er liegt rund 35 Kilometer südlich von Mombasa. Diani Beach ist das touristische Zentrum der Südküste.

## Geographie
Diani Beach befindet sich ca. 250 Kilometer südlich des Äquator und ist 35 Kilometer von Mombasa entfernt. Das Shimba Hills National Reserve ist von Diani Beach 45 Kilometer entfernt. Die großen Nationalparks Tsavo-East-Nationalpark und Tsavo-West-Nationalpark sind von Diani Beach ca. 150 Kilometer entfernt.
Dem Strand vorgelagert sind Riffe, die sowohl die Haie fernhalten als auch die Wellen des Meeres brechen. Die Riffe sind beliebte Tauchgebiete. Größere Orte in der Nähe sind Ukunda mit einem Flughafen für Inlandsflüge und Msambweni.
Diani Beach liegt in den Resten des Küstenwaldes Jadini Forest. Dieser ist Heimat des größten kenianischen Bestands der Angola-Stummelaffen. Über deren Schutz informiert das Naturschutzzentrum des Colobustrust. Es errichtet u. a. strickleiterartige Hängebrücken „Colobridges“, mit deren Hilfe die Tiere Straßen gefahrlos überqueren können.

## Verkehr
Der Transport erfolgt überwiegend über Motorradtaxi und Tuk-Tuk. Verbindungen in größere Städte bestehen im Fernbusverkehr oder mit Minibus. Bezahlt wird pro Person und in bar, wobei Fahrpreise nicht ausgeschrieben sind. Die Beförderung via Taxi ist auch möglich, wobei hier Taxis nicht immer als solche zu erkennen sind.

## Klima
Das Klima in Diani Beach ist tropisch und damit ganzjährig warm. Im Sommer führt vor allem die hohe Luftfeuchtigkeit dazu, dass die gefühlten Temperaturen deutlich oberhalb der tatsächlichen Temperatur liegen. Die wärmsten Monate sind Januar und Februar. Im März bis Mai sind die meisten Niederschläge zu erwarten. Auch im September und Oktober kann es in Diani Beach sehr warm werden.

## Tourismus
Der Tourismus ist das Rückgrat in Diani Beach. An der 17 Kilometer langen Küste von Diani Beach gibt es etliche Hotels. Das zieht auch fliegende Händler an, die aber von den meisten Hotels und Bars mittlerweile mit Hilfe von Security von den Gästen ferngehalten werden. Der enorme Tourismus fördert auch die Prostitution. In der Hauptsaison reisen aus dem ganzen Land Prostituierte an, die nach der Saison wieder abreisen. Entlang der Küste gibt es etliche Bars, die bei Touristen wie auch bei Einheimischen sehr beliebt sind. Ausflugsmöglichkeiten in die nahe gelegenen Nationalparks machen Diani Beach auch zu einem beliebten Ort für die Kombination von Badeurlaub und Safari. Die Gegend ist seit einigen Jahren auch ein beliebtes Ziel von Kitesurfern während der windigen Zeiträume.

## Anschlag 2014
Im Jahr 2014 wurde in einer Bar südlich von Diani Beach ein Anschlag mit einer Granate verübt, wobei zehn Menschen verletzt wurden. Das US-Außenministerium sprach daraufhin eine Reisewarnung für Kenia aus. Für Schweizer, Österreicher und Deutsche galt keine allgemeine Reisewarnung.